# Frank Buckles
Frank Woodruff Buckles (1 de febrero de 1901-27 de febrero de 2011) fue el último superviviente veterano estadounidense de la Primera Guerra Mundial (1914-1918) y la persona más longeva que quedaba viva en el mundo y que combatió durante la Primera Guerra Mundial. También estaba considerado como el segundo hombre militar que más ha vivido en el mundo a sus 110 años.
En el momento de su muerte residía en Gap View Farm, en Charles Town (Virginia), y era el Presidente Honorario en Memoria a la Primera Guerra Mundial. 

## Historia

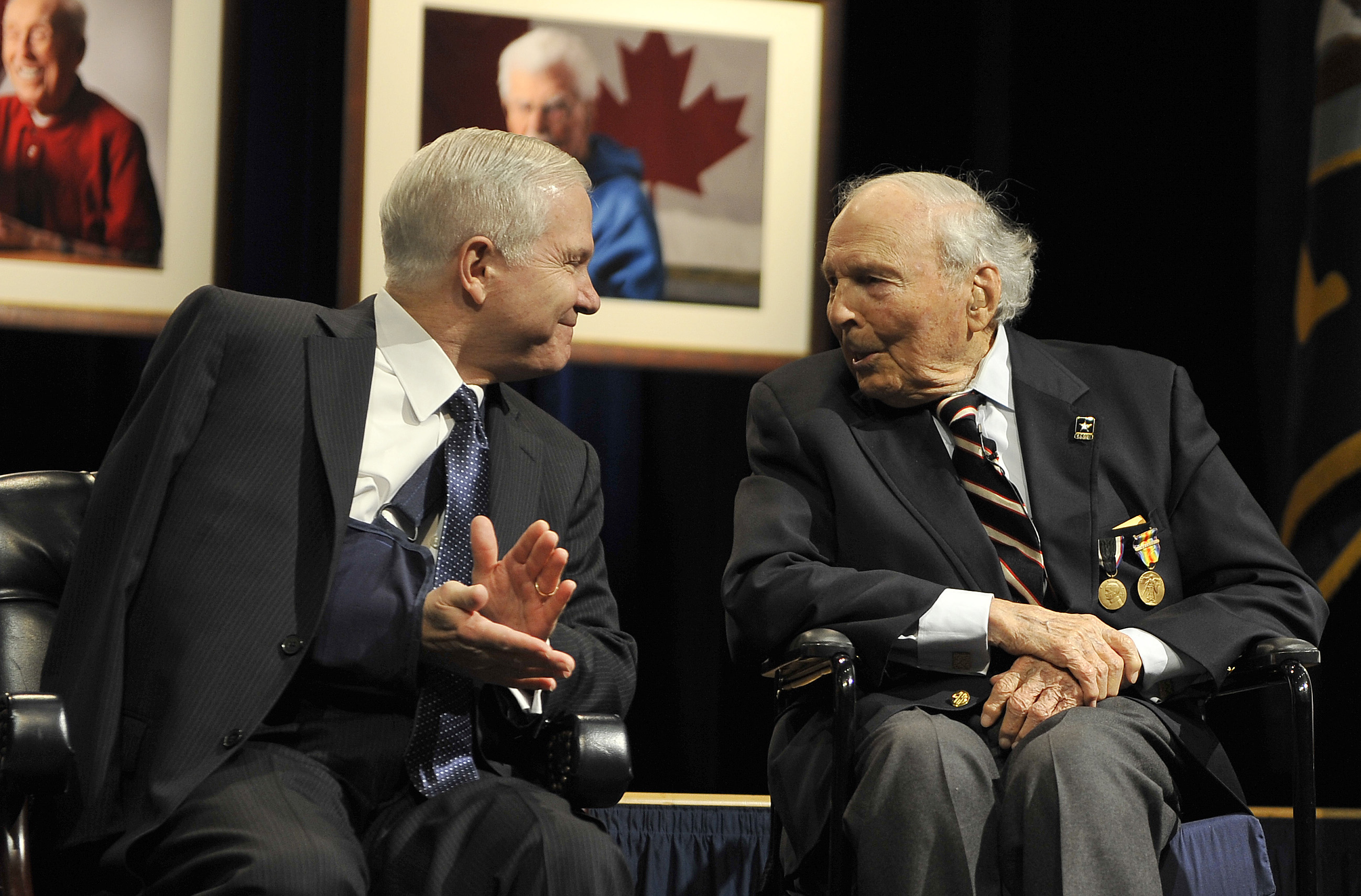
Buckles con el secretario de Defensa, Robert Gates, 2008

Frank Buckles nació en Betania (Misuri, Estados Unidos) el 1 de febrero de 1901. Se alistó en el ejército a principios de la participación de los Estados Unidos de América en la Primera Guerra Mundial allá por abril de 1917 cuando contaba con dieciséis años de edad. Frank tuvo que presentar el certificado de nacimiento para poder entrar en el ejército. Tiempo más tarde, Buckles declararía: «Yo tenía sólo 16 años y no parecía un día más viejo. Confieso que he mentido a más de un reclutador. Les di mi palabra solemne de que tenía 18 años, pero me había dejado mi certificado de nacimiento de vuelta a casa en la Biblia de la familia. Habían echado un vistazo y me reía y me decía que vaya a casa antes de que mi madre se diera cuenta que había desaparecido. De alguna manera tuve la idea de que mentir fue el camino a seguir. Así que le dije al reclutador siguiente que yo tenía 21 años y ¡maldito si no me alistaba! Me alisté en el Ejército el 14 de agosto de 1917».